# Neussargues en Pinatelle
Neussargues en Pinatelle község Franciaország Auvergne-Rhône-Alpes régiójában, Cantal megyében. Új községként 2016. december 1-jén jött létre Celles, Chavagnac, Neussargues-Moissac és Sainte-Anastasie községek egyesítésével. A négy korábbi község egyesülésekor az új község lakossága 1924 fő volt. Lakosainak száma 1577 fő (2022. január 1.).

## Népesség
| Lakosok száma | 1889 | 1818 | 1811 | 1804 | 1728 | 1653 | 1577 |
|               | 2013 | 2017 | 2018 | 2019 | 2020 | 2021 | 2022 |